# HC Prešov
HC Prešov je hokejový klub z Prešova. Byl založen roku 1928. V roce 1932 se stal mistrem Slovenska, po vzniku samostatné slovenské ligy odehrál čtyři sezóny v nejvyšší soutěži, od roku 1999 do roku 2019 působil nepřetržitě v 1. hokejové lize SR. V roce 2021 se vrátil do slovenské Extraligy přestěhováním týmu HC 07 Detva do Prešova, avšak v sezoně 2022/23 klub skončil na posledním 12. místě a sestoupil do 1. ligy, ve které působí dodnes.

## Názvy klubu
- 1928 - Snaha Prešov
- 1932 - Slávia Prešov
- 1953 - ČSSZ Prešov
- 1964 - Tatran Prešov
- 1968 - VZJ Dukla Prešov
- 1970 - ZPA Prešov
- 1994 - Dragon Prešov
- 1997 - HK VTJ Prešov
- 1998 - HK VTJ Farmakol Prešov
- 2003 - PHK Prešov
- 2005 - HK Lietajúce kone Prešov
- 2007 - HC 07 Prešov
- 2015 - HC Prešov Penguins[2]
- 2021 - HC Grotto Prešov
- 2022 - HC MV Transport Prešov
- 2023 - HC Prešov

## Výsledky v extralize
- 1993/94: 8. místo
- 1994/95: 7. místo, vyřazen ve čtvrtfinále play-off
- 1995/96: 10. místo, sestup
- 1998/99: 11. místo, sestup[3]
- 2021/22: 8. místo, vyřazen ve čtvrtfinále play-off
- 2022/23: 12. místo, sestup

## Slavní hráči
- Igor Liba
- Ján Vodila
- Martin Štrbák
- René Pucher
- Peter Pucher
- Štefan Jabcon
- Milan Staš
- Jaroslav Obšut
- Samuel Macejko
- Peter Frühauf
- Jaroslav Janus
- Tomáš Bulík
- Marek Zagrapan
- Vladimír Mihálik